# Wapen van Mijnsheerenland

Wapen van Mijnsheerenland

Het wapen van Mijnsheerenland werd op 24 juli 1816 bij besluit van de Hoge Raad van Adel aan de gemeente Mijnsheerenland toegekend. Sinds 1 januari 1984 valt Mijnsheerenland onder de nieuw opgerichte gemeente Binnenmaas. Het wapen van Mijnsheerenland is daardoor komen te vervallen. De vorm en kleuren van het eerste wapen van Binnenmaas zijn afgeleid van dat van Mijnsheerenland, terwijl ook een Sint-jakobsschelp in het wapen is opgenomen. In het tweede wapen uit 2009 is het kruis vervangen door een golvende balk, maar is de schelp gehandhaafd.

## Blazoenering
De blazoenering van het wapen luidde als volgt:
	Van goud, beladen met een sautoir van keel, waarop vijf St.Jacobsschulpen van goud, geplaatst in den zin van den sautoir.
De heraldische kleuren zijn keel (rood) en goud (geel).

## Geschiedenis
Toen in 1438 het voormalige land van Schobbe en Everocken opnieuw was bedijkt, werd het genoemd naar de bedijker, Lodewijk Praet van Moerkerken : Mijnsheerenland van Moerkerken. Het wapen is het familiewapen van Praet van Moerkerken. De schelpen zijn net als in het gemeentewapen in goud op het kruis aangebracht. Van Ollefen (1793) omschrijft het heerlijkheidswapen ook als zodanig.

## Verwante wapens

Het wapen van Binnenmaas (1985)
Het wapen van Binnenmaas (2009)